# Fritillaria recurva
Fritillaria recurva — багаторічна рослина, що належить до роду рябчик родини лілійних. Ендемік США. Маловідома харчова і декоративна культура. Видова латинська назва перекладається як «відігнутий» і вказує на форму пелюсток, кінці яких ледь закручені у зворотному напрямку.

## Опис

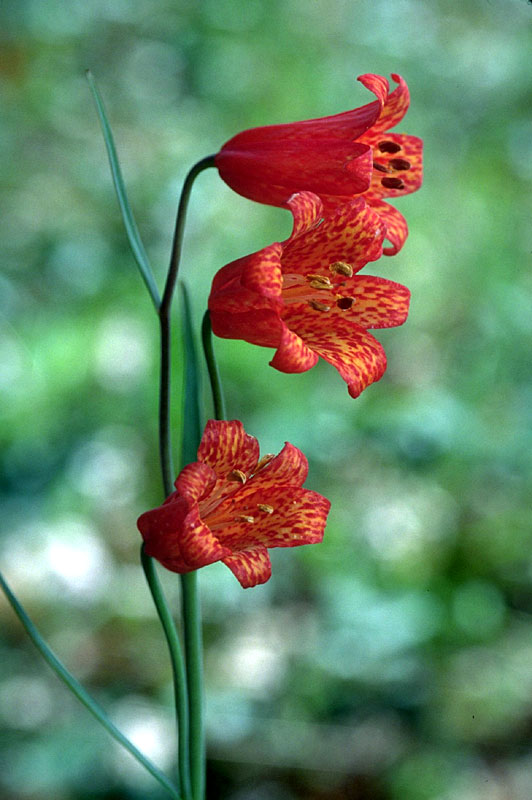
Варіант забарвлення квіток

Трав'яниста рослина 30–100 см заввишки, цибулинний геофіт. Бульбоцибулина складається зазвичай з 6 великих лусок та 20–30 маленьких. Стебло прямостояче, голе, гладке. За гладкістю стебла Fritillaria recurva легко відрізнити від близького виду — Fritillaria gentneri, у якої стебло залозисте. Листки лінійні або вузьколанцетні, сизо-зелені, завдовжки 3–15 см, зібрані по 2–5 штук в 1–3 колотівки.
Квітки двостатеві, відносно великі, дзвоникуваті, більш-менш похилі. Листочків оцвітини 6, вони розташовані в двох колах, ззовні яскраво-червоні, всередині — пістряві, червоно-жовті. Кінці пелюсток загострені і відігнуті назад, їх довжина сягає 1,5–3,7 см. У особин з північного узбережжя Каліфорнії пелюстки можуть не відгинатися назад. Нектарники жовті, вузьколанцетні, розташовані біля основи пелюсток, їх довжина становить чверть довжини пелюстки або менше. Плід — тригнізда крилата коробочка.

## Екологія та поширення
Рослина помірно світлолюбна і посухостійка, віддає перевагу сухим кам'янистим ґрунтам. Fritillaria recurva притаманна мімікрія: її квіти імітують формою і забарвленням квіти лілії. Останні запилюються колібрі, отже можна припустити, що птахи відіграють певну роль і в запиленні цього виду рябчика.
Цвітіння триває з березня по червень.
В природі листя цієї рослини поїдають олені, а цибулини — ховрахи. В культурі листя Fritillaria recurva також можуть пошкоджувати слизняки та равлики.
Ареал простягається уздовж західного узбережжя Північної Америки й охоплює американські штати Орегон, Невада, Каліфорнія. Рослина зростає на сухих схилах гір Сьєра-Невада, у дубових рідколіссях і заростях чагарників на висоті від 300 до 2200 м над рівнем моря.

## Застосування
В минулому індіанські племена шаста та яна використовували цибулинки Fritillaria recurva як їжу. Після колонізації Америки рослина втратила своє значення як харчової, втім відома в садівництві як декоративна (переважно на своїй батьківщині). Вирощування цього рябчика не складне, але слід враховувати, що рослини можуть квітнути не щорічно, а через 1-2 роки. Найбільш привабливо виглядають групові насадження цього виду. Серед українських квітникарів Fritillaria recurva практично не відома.

## Синоніми
- Fritillaria coccinea (Greene) Greene
- Fritillaria recurva var. coccinea Greene[1]